# 岩佐十良
岩佐十良（いわさ とおる、1967年1月28日 – ）は、株式会社自遊人 代表取締役で、クリエイティブディレクター、雑誌「自遊人」の編集長である。
2004年、新潟・南魚沼に移住。日本一の米処「南魚沼」で自遊人の田んぼ「自遊田」と「大人の農作業体験会」などを実践中。

## 略歴
東京・池袋生まれ。
2010年、有機認証やアグリツーリズムの定着と農園レストラン・農園宿事業を計画のため農業法人を設立。2010年には、日本初の食材情報を公開した『雪国A級グルメ』プロジェクトを雪国観光圏から開始。今後は『A級グルメプロデューサー』 として、北陸・日本海側に農山漁村の『六次産業化』 による『雪国A級グルメ』を拡げる方針。
2014年には、リアルメディアとしての「里山十帖」 をオープン。現在は全国各地の魅力を再編集・ディレクションし、地方都市や農村地域の地域活性化に尽力している。
2018年 「講 大津百町」、「箱根本箱」、2020年、「松本十帖」 と「silvermountainlodge.com by 里山十帖」を開業。「松本十帖」開業までの様子はNHKの『プロフェッショナル　仕事の流儀』で放送。

## 経歴
東京都池袋出身。1989年（平成元年）- 5月、武蔵野美術大学工芸工業デザイン学科インテリアデザイン専攻4年次在学中に、クリエイティブカラットを創業。1990年（平成2年） - 12月、株式会社クリエイティブカラット設立（現・自遊人）。代表取締役に就任。
2000年（平成12年） - 11月、雑誌「自遊人」創刊、編集長に就任。
2002年（平成14年） -5月、リアルメディアとしての『オーガニック・エクスプレス』 を開設。
2004年（平成16年） -1月、オフィスを東京・日本橋から新潟・南魚沼に移転。本人も移住。米作りをスタート。
2005年（平成17年） -5月、新潟県中越地震後の山古志村で、田植え・稲刈りのボランティア活動開始。のちに「大人の農作業体験会」に発展。
2010年（平成22年）- 4月、農業生産法人自遊人ファーム設立、代表取締役就任。
- 5月24日、「うまさぎっしり新潟『食のプロデュース会議』」第2分科会座長を務める。[13]
- 12月6日、『雪国A級グルメ』認定事業の発表会を開催（主催：雪国観光圏推進協議会・会場：ザ・プリンス さくらタワー）

2011年（平成23年）- 2月2日、『雪国A級グルメ』事業説明会を開催。
- 7月14日、第65回 全国植樹祭「基本構想検討会」委員（平成26年度 新潟県）[15]

2012年（平成24年）- 5月、南魚沼市大沢山温泉の旅館を引き継ぐ。フルリノベーションに着手。
- 12月9日、テレビ東京『ソロモン流』に出演。[16]
- 12月14日、NHK新潟放送局『きらっと新潟』に出演。[17]
- 12月31日、BSN・SBC・YBS『ワンダフル新潟人・信州人・甲州人スペシャル』に出演。[18][19][20]

2014年 -5月、新潟県南魚沼市大沢山温泉にリアルメディア、「里山十帖」 をオープン。
- 6月、NHK WORLD「DESING TAKLS」出演。世界130カ国で放送。

2016年
- 1月、テレビ東京『日経スペシャル カンブリア宮殿』に出演。
- 4月、2016年度グッドデザイン賞審査委員・フォーカスイシューディレクターに就任。

## 受賞歴等
- 2011年（平成22年） 　東日本大震災時の支援物資を迅速に、かつ無償提供したことについて「農林水産大臣表彰」を受ける。
- 2013年（平成24年）　『オーガニック・エクスプレス』が「フード・アクション・ニッポンアワード2013　流通部門優秀賞」を受賞。（プロデューサー・ディレクター）
- 2014年（平成26年）　『里山十帖』が、「グッドデザイン賞BEST100」[21] に。「ものづくりデザイン賞」（中小企業庁長官賞）受賞。（プロデューサー・ディレクター・デザイナー）
- 2015年（平成27年）　シンガポールグッドデザインアワード[22] 受賞。（プロデューサー・ディレクター・デザイナー）
  - 同年10月、新潟伝統織物『亀田縞』プロジェクトが「グッドデザイン賞」[23] 受賞。（プロデューサー・ディレクター）
- 2016年（平成28年）車内サービスと調理企画をプロデュース・ディレクションした『えちごトキめきリゾート雪月花』が「グッドデザイン賞」[24] 受賞。（プロデューサー・ディレクター）

## テレビ出演
- 日経スペシャル カンブリア宮殿 新たな価値を地方から発信！最新・体験型ビジネスの秘密（2016年1月14日、テレビ東京）[25]

## 著書
- 『一度は泊まりたい有名宿 覆面訪問記』（2010年5月28日、角川マガジンズ/角川グループパブリッシング）ISBN 978-4048950930
- 『実録！「米作」農業入門』（2011年9月15日、講談社）ISBN 978-4-06-216821-2
- 『田舎暮らしの方法』（2011年11月21日、明治書院 学びやぶっく）ISBN 978-4625684715
- 『里山を創生するデザイン的思考』（2015年5月22日、メディアファクトリー/角川グループパブリッシング）ISBN 9784040676326
- 『新潟美食手帖』（2019年9月3日、新潟日報事業社）ISBN 9784861327223